# Stjärnan (film, 2017)
Stjärnan (engelska: The Star) är en 3D-animerad amerikansk film med kristet tema från 2017 regisserad av Timothy Reckart. Manuset, som är inspirerat av Jesus födelse, skrevs av Carlos Kotkin och Simon Moore, baserat på en idé av Tom Sheridan. Den producerades av Sony Pictures Animation tillsammans med Walden Media, Affirm Films och The Jim Henson Company.

## Handling
En mjölnares åsna är trött på att trampa runt i samma gamla spår och bestämmer sig för att rymma tillsammans med sin bästa vän, duvan Dan. Tillsammans träffar de på Maria, som bär på guds son Jesus, och hennes man Josef som är på väg till Jerusalem för folkräkning.

## Rollista
| Roll            | Originalröst        |
| --------------- | ------------------- |
| Åsnan Bo        | Steven Yeun         |
| Duvan Dan       | Keegan-Michael Key  |
| Fåret Ruth      | Aidy Bryant         |
| Thaddeus        | Ving Rhames         |
| Rufus           | Gabriel Iglesias    |
| Kamelen Marcus  | Tyler Perry         |
| Kamelen Felix   | Tracy Morgan        |
| Kamelen Diana   | Oprah Winfrey       |
| Kon Edith       | Patricia Heaton     |
| Hästen Leah     | Kelly Clarkson      |
| Geten Zacharias | Anthony Anderson    |
| Musen Abby      | Kristin Chenoweth   |
| gamla åsnan     | Kris Kristofferson  |
| Maria           | Gina Rodriguez      |
| Josef           | Zachary Levi        |
| Kung Herodes    | Christopher Plummer |
| Melchior        | Fred Tatasciore     |
| Mjölnaren       | Phil Morris         |
| Baltsar         | Phil Morris         |